# Liste der Monuments historiques in Sarzeau
Die Liste der Monuments historiques in Sarzeau führt die Monuments historiques in der französischen Gemeinde Sarzeau auf.

## Liste der Bauwerke
| Bezeichnung                  | Beschreibung                 | Standort                   | Kennzeichnung | Schutzstatus | Datum | Bild |
| ---------------------------- | ---------------------------- | -------------------------- | ------------- | ------------ | ----- | ---- |
| Schloss Kérampoul            |                              | Penvins (Lage)             | PA00091726    | Inscrit      | 1968  |      |
| Schloss Kerlevénan           |                              | (Lage)                     | PA00091727    | Classé       | 1982  |      |
| Burg Suscinio mit Taubenturm |                              | (Lage)                     | PA00091728    | Classé       | 1840  |      |
| Dolmen d’Er-Roh              |                              | Belle Vue (Lage)           | PA00091729    | Classé       | 1925  |      |
| Dolmen d’Er-Roh              | auch Dolmen de Lannek-er-Men | Moulin de Brillac (Lage)   | PA00091730    | Classé       | 1939  |      |
| Le Fuseau de Jeannette       |                              | Motte d’Argueven (Lage)    | PA00091733    | Inscrit      | 1969  |      |
| Haus                         |                              | Place Duchesse-Anne (Lage) | PA00091732    | Inscrit      | 1933  |      |
| Haus                         |                              | Place Duchesse-Anne (Lage) | PA00091731    | Inscrit      | 1933  |      |
| Villa Coëtihuel              |                              | (Lage)                     | PA56000059    | Inscrit      | 2006  |      |

## Liste der Objekte
- Monuments historiques (Objekte) in Sarzeau in der Base Palissy des französischen Kultusministeriums